# Symmius philippinensis
Symmius philippinensis är en kräftdjursart som beskrevs av Gary C.B. Poore 1991. Symmius philippinensis ingår i släktet Symmius och familjen Chaetiliidae. Inga underarter finns listade i Catalogue of Life.